# ハンス・ペーターゼン

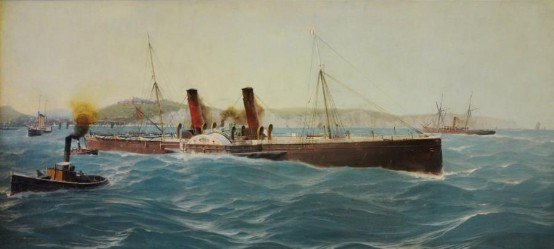
ハンス・ペーターゼン作、ドーバー港 (c.1900)

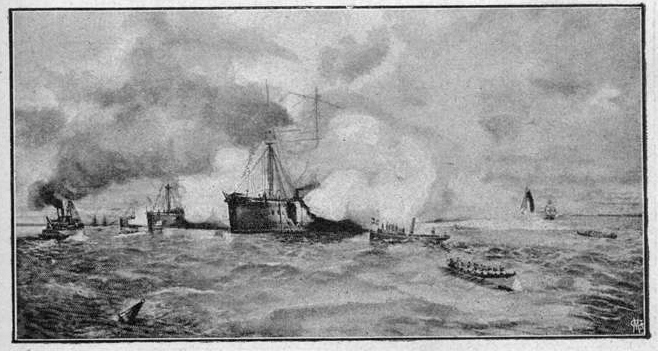
ハンス・ペーターゼン作、キール軍港でのルートヴィヒ皇太子の観艦式

ハンス・ペーターゼン（Hans Ritter von Petersen、1850年2月24日 - 1914年6月18日）は、ドイツの画家である。海洋画やパノラマ画などを描いた.。

## 略歴
ドイツの北部のシュレースヴィヒ＝ホルシュタイン州の港町、フーズム（Husum）で生まれた。デュッセルドルフ美術アカデミーで学んだ。
航海をして海洋画を描くようになり、1884年にはペーターゼンは西アフリカ沿岸を航海し、ライプツィヒの新聞『イルストリールテ・ツァイトゥング』の挿絵画家として働いた。1885年に画家のルイス・ブラウン（Louis Braun、本名 Ludwig Braun）とともに、当時、人気があったパノラマ画として「ドイツ植民地」を制作した。
1885年からミュンヘンで活動した。1896年にベルリンの国際美術展で金メダルを受賞した。1897年から、ペーターゼンはミュンヘンのガラス宮殿の美術展に参加した。1901年からミュンヘン芸術家協会（Münchner Künstlergenossenschaft）の会長を務め、ミュンヘンのガラス宮殿で開かれた「Deutsche und historische Kunstausstellung（ドイツ/歴史絵画展）」という展覧会を監督した。1901年にバイエルン摂政のルイトポルト・フォン・バイエルンによって「Ritter」の称号を授与された。
船や海戦の絵画を描き、絵画やパノラマ画は、ドイツ皇帝ヴィルヘルム2世の海軍増強の情熱に貢献した。
ハンス・ペーターゼンは1914年にミュンヘンで亡くなった。うつ病になり失明の兆候を恐れて自殺したとされる。

## 作品

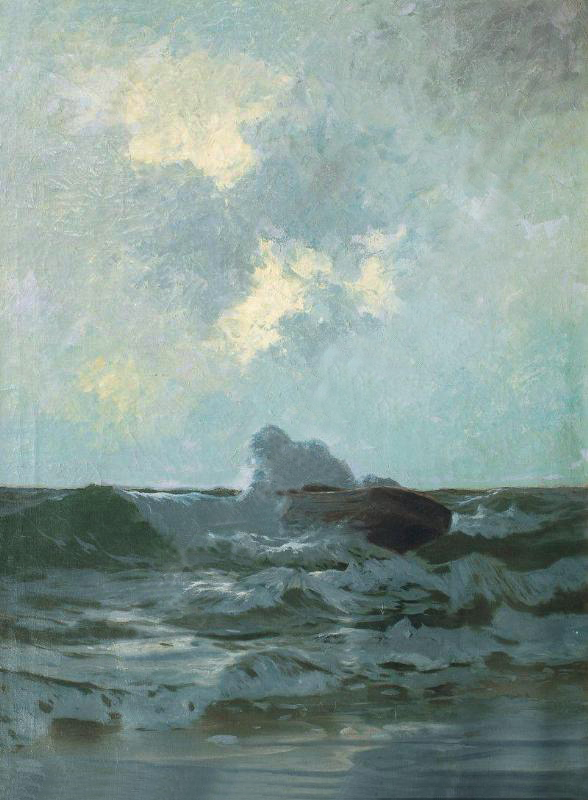
波間の救命ボート (1895）
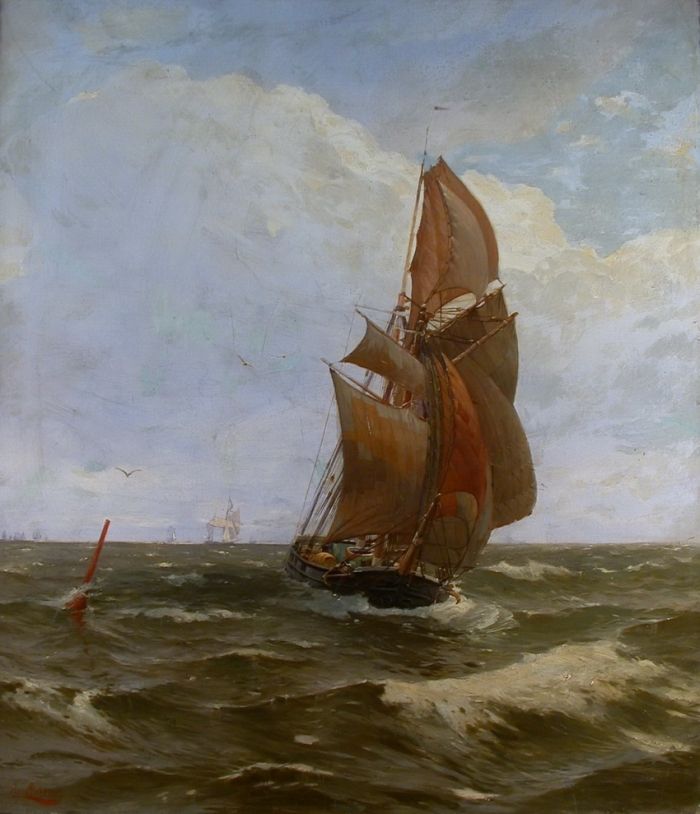
帆船